# 애완 및 사역동물로서의 늑대
늑대는 드물게 이색적 애완동물로 키우는 경우가 있으며, 일하는 동물로서 활동하기도 한다. 개와는 밀접한 관련이 있지만(일반적으로 10만년-만년 전에 늑대와 혈통이 분리된 것으로 추측한다), 늑대는 개와는 달리 인간과 같이 살 때 온순함을 보이지 않으며, 동일한 신뢰도를 얻기 위해서는 개보다 많은 노력을 기울어야 한다. 늑대는 개보다 더욱 많은 공간이 필요하고, 약 25-37.5 km2 이상 공간이어야 운동이 가능하다.

## 사육
포획한 늑대 새끼는 태어난 지 14일, 늦어도 21일 내에 어미로부터 서로 떨어져야 한다. 늑대 새끼는 강아지보다 더욱 많은 사회화 과정이 필요하며 일반적으로 19일 이내에 사회화가 완료되는 개와는 달리, 늑대는 10주가 지난 후에도 사회화가 완료되지 않는다. 인간과 생활하는 처음 4달 동안은 늑대 새끼는 개과의 성체(개, 코요테 등)와 분리해서 길러야 하며, 일주일의 몇 번의 짧은 만남을 제외하고 인간을 계속 각인시켜야 한다. 보통 새끼는 자신과 같은 종류의 개과 없이 자란다면 기형적인 행동을 할 것이다. 늑대의 젖은 강아지를 위한 우유 대용제보다 더욱 많은 아르기닌이 함유되었기 때문에 3년 미만의 새끼를 먹일 때에는 기타 아르기닌 보충제와 함께 섭취시켜야 한다. 만약 그러지 않으면, 새끼에게는 아르기닌 결핍으로 인한 백내장이 발생할 수 있다.

## 기질

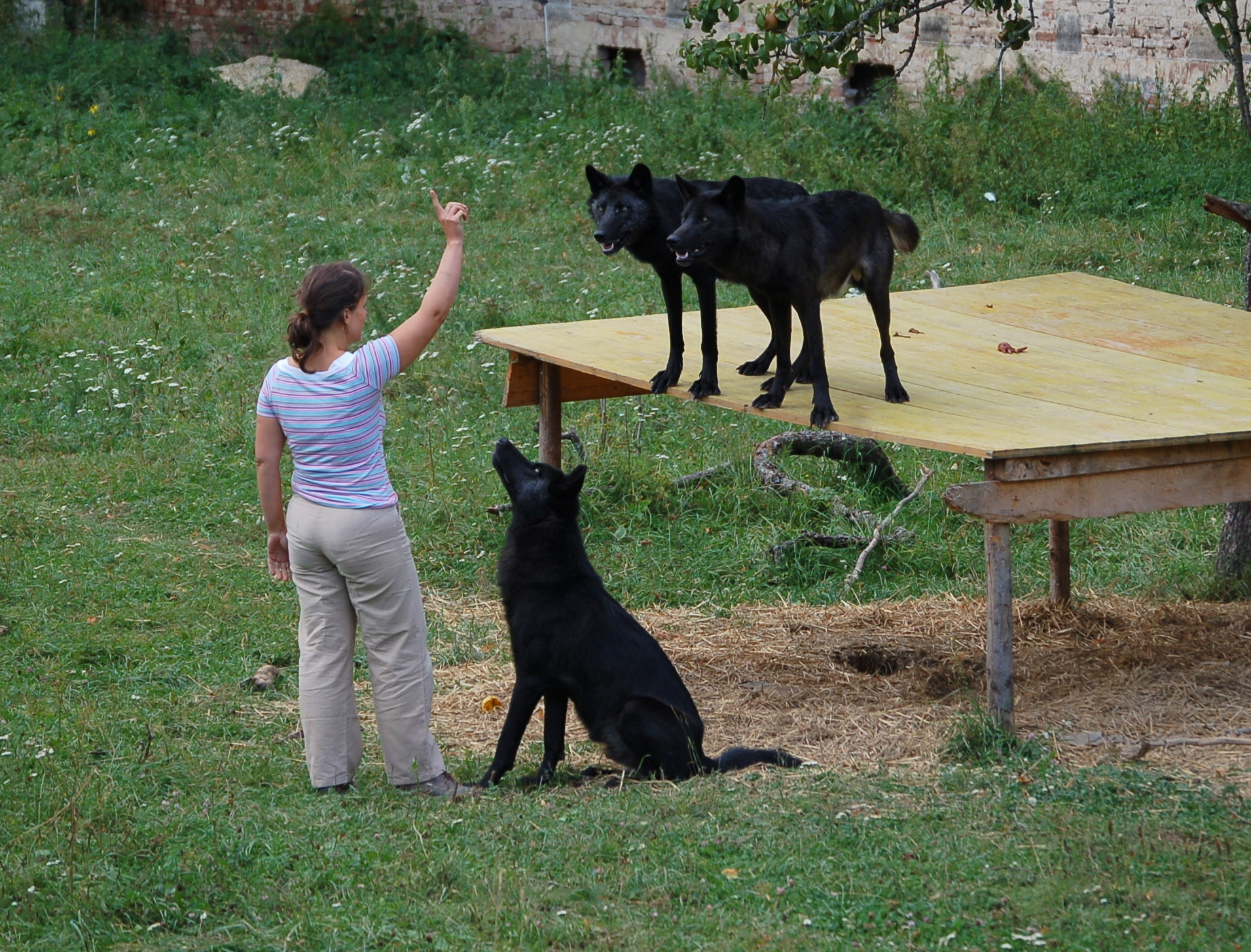
오스트리아 늑대 과학 센터에서 손짓을 보고 있는 사육 늑대.

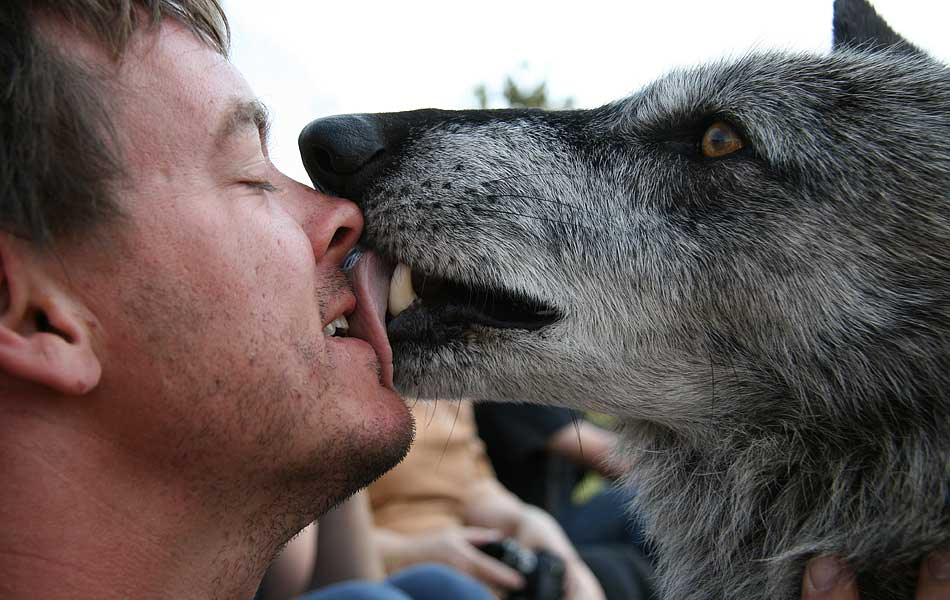
Mission: Wolf의 방문자를 환영하고 있는 전 대사 늑대 래벤(Raven).

새끼일 때, 늑대는 쉽게 자신의 인간 주인의 지배를 받아들이며, 이는 번식중인 쌍을 배려하는 야생 늑대의 생존 방식의 특징이다. 그러나, 늑대가 성체가 될 경우에는 대부분의 행동을 예측할 수 없고 때로는 작은 동물과 어린이를 향해 공격적인 행동을 나타내기도 한다. 순수한 늑대는 완전히 아이들을 신뢰할 수 없기 때문에 개와는 달리 포식 행위를 그치기 어렵다. 이 행동들은 유전자에 인코딩되어 있기 때문에 사회화 또는 교육에 의해 없앨 수 없다. 기껏해야 이런 고유의 행동들은 억제만 할 수 있다. 늑대는 단지 무리에서 계층 상승에 대해 강한 욕망을 가지고 있으므로 단지 지배적인 번식 중인 쌍에게만 지배받으므로 본능적으로 성체가 되면 무리에서 주인과 도전하게 된다. 야생에서는 늑대가 성체가 되면 알아서 흩어지지만, 사육 늑대는 그럴 수 없기 때문에 충돌을 피하려고 하는 행동은 필수적이다. 이러한 시나리오에서 늑대가 자신의 주인을 공격하는 것은 드물지 않다.
일부 야생 늑대 센터가 돌보는 사육 늑대는 주인이 사육늑대 서식지로 들어가는 것을 금지하고 있으며, 이들은 늑대에게 옮길 수 있는 감기나 기타 질병 때문에 금지하는 것이다. 사육늑대는 보통 자신의 주인 이외에 시선 마주침을 주저하고 회피하며, 이 뿐 아니라 모든 다른 사람의 명령을 듣지 않는다. 이들은 새로운 사람이 나타나면 방을 비우거나 숨을 수 있다. 심지어 겉보기에는 친화적인 늑대라도 신중하게 취급해야 하는데, 사육늑대는 다른 사람들을 늑대로 볼 경향이 크며, 따라서 그들이 다른 늑대에게 그러는 것처럼 물거나 공격할 수 있다. 일반 애완동물의 음식은 늑대에겐 부적절하며 피부와 털의 영양 조건을 충족시키기 위해 늑대 성체는 매일 뼈가 같이 들어간 고기 1-2.5kg을 필요로 한다. 늑대는 먹이를 먹을 때 인간으로부터 방어하려고 하며, 물리치기 위해 격렬하게 반응한다. 늑대의 운동은 개가 평균적으로 필요하는 양을 초과한다. 이 때문에, 사육늑대는 일반적으로 도시 지역에서 잘 기르고 있지 않다. 늑대는 뛰어난 관찰 학습 능력으로 인해, 늑대 성체는 신속하게 잠금 장치에서 나오는 방법을 배울 수 있다. 그리고 늑대는 주인을 소유자/주인으로 인식하지 않는다는 것을 알아야 하며, 심지어 늑대의 양육이 어려운 사람에게는 늑대를 우러러보라라는 조언이 있을 정도로 하위의 존재로 인식한다.
몇몇 사육늑대는 안락사되거나 야생으로 보내질 수 있으며 이 경우 늑대는 굶어죽거나 다른 늑대 무리에 의해 죽을 수 있고, 지역에서 사람들을 해칠 가능성도 존재한다. 버려지거나 탈출한 사육늑대는 더욱 파괴적이며, 야생늑대보다 인간과 가축에 큰 위험을 줄 수 있으며 인간에 대한 습관화는 자연적으로 있었던 두려움을 없애게 된다. 게신제의 늑대(Wolf of Gysinge)도 이와 같은 종류의 동물로 인한 피해인 것으로 생각된다.

## 훈련 가능성
늑대는 훈련이 가능하지만, 개와 같은 온순함은 거의 없다. 늑대는 보통 혐오적인 자극과 힘에 대해 개가 공포로 받아들이는 것에 비해 그렇게 반응하지 않는다. 일반적으로, 대부분의 개과 동물에 비해 같은 작업량을 하기 위해서는 더욱 많은 시간이 필요하다. 그렇다고 하더라도, 늑대는 특정 명령을 반복해서 받으면 지루해하거나 무시할 수 있다. 늑대는 대부분의 반응을 긍정적인 보상과 반응을 바라고 한다. 간단한 칭찬은 강아지에게는 충분하지만 늑대에게는 그렇지 않다. 개와는 달리, 늑대는 청각보다는 손동작에 더욱 많은 반응을 보인다. 개보다는 통제하기가 힘들지만, 동기 부여가 있으면 쉽게 훈련시킬 수 있다.
사육늑대는 개처럼 노동에 적합할 것이라 생각되었다. 독일 늑대 생물학자 에릭 치멘(Erik Zimen)은 순수하게 늑대로 구성된 개썰매 팀을 구성하고자 했다. 이 시도는 늑대가 개썰매에서 명령보다는 서로 싸우는 데 관심이 많아 완전히 실패하였다. 북아메리카 늑대와 늑대개에 대해 아파르트헤이트 시기 남아프리카 방위군이 게릴라를 추적하기 위한 군견으로 훈련을 시도하였다. 그러나, 이 실험은 심지어 늑대가 기본적인 명령도 무시함으로써 실패하였다. 그러나, 늑대의 후각은 분명히 발달되었으며 후각하운드의 경쟁상대가 충분히 될 수 있었다. 러시아 내부 군단(Internal Troops)의 파마 연구소에서 대상 추적 수행 능력을 테스트한 결과, 일반적인 경찰견이 대상을 추적하기 위해 3-4분이 소요된 반면 늑대는 15-20초가 걸렸다. 이 성공으로 러시아 경찰은 늑대를 경찰견으로 이용하고자 계획하였다.
철학자 마크 롤랜즈(Mark Rowlands)의 저서 "철학자와 늑대"에서는 늑대 베르닌(Brenin)과 함께 살고 있다고 밝혔다.

## 애완늑대와 법률
많은 나라의 국가 및 지역 법률에서 늑대의 취득 및 관리를 관장하는 특정 법이 있다. 영국에서는 늑대 취득이 1976년 위험 야생 동물법(Dangerous Wild Animals Act 1976)에 의해 라이선스를 받은 사람만 기를 수 있다. 미국에서 순수 늑대의 취득은 1978년 멸종위기종 동물법(Endangered Species Act Amendments of 1978)에 의해 금지되어 있다. 대한민국에서는 "야생동물 보호 및 관리에 관한 규정"에 의해 멸종위기 1종으로 등록되어 늑대 사유/포획이 금지되어 있다.

## 같이 보기
- 늑대개